# Giamaica ai XXIII Giochi olimpici invernali
La Giamaica ha partecipato ai XXIII Giochi olimpici invernali, che si sono svolti dal 9 al 28 febbraio 2018 a Pyeongchang in Corea del Sud, con una delegazione composta da 3 atleti. Portabandiera della squadra nel corso della cerimonia di apertura è stata la bobbista Audra Segree, riserva della squadra femminile.

## Bob
La Giamaica ha qualificato nel bob un equipaggio nel bob a due femminile, per un totale di tre atlete(*).
| Gara                | Equipaggio                                | 1ª manche | 2ª manche | 3ª manche | 4ª manche | Totale  | Posizione |
| ------------------- | ----------------------------------------- | --------- | --------- | --------- | --------- | ------- | --------- |
| Bob a due femminile | Jazmine Fenlator-Victorian Carrie Russell | 51"29     | 51"50     | 51"83     | 51"32     | 3'25"94 | 18ª       |

(*) Audra Segree era presente come riserva.

## Skeleton
La Giamaica non aveva qualificato atleti nello skeleton. Tuttavia prenderà parte alla gara maschile a causa della rinuncia all'evento da parte della Russia.
| Gara             | Atleta         | 1ª manche | 2ª manche | 3ª manche | 4ª manche       | Totale  | Posizione |
| ---------------- | -------------- | --------- | --------- | --------- | --------------- | ------- | --------- |
| Singolo maschile | Anthony Watson | 53"13     | 54"04     | 53"35     | non qualificato | 2'40"52 | 29º       |